# M! Nara
M! Nara （日语：ミ・ナーラ），是位於奈良縣奈良市二条大路上一個大型觀光商業複合設施。

## 摘要
前身是伊藤洋華堂於 2017 年 9 月歇業。一個月後，其中的 Montbell （页面存档备份，存于）、島村樂器等重新開幕。
新設施的名稱原暫定為「奈良平城廣場」，透過公開招幕與審查後，將名字訂為「M! Nara」、並於 2018 年 4 月 24 日開幕。
「M!」為取以下六個日文單詞的字首而來。
「観る」(觀賞) (mi ru)
「実り」(收穫) (mi no ri)
「味わう」(品嚐) (mi ji wa u)
「未来」(未來) (mi ra i)
「皆で」(大家的) (mi na de)
而其後的 Nara，則為奈良的日文發音。
故 M! Nara 名稱含意為，在奈良大家可在此觀賞金魚造景與忍者表演、有寓教於樂之收獲、能品嚐美食以及富有未來發展性的設施。

## 樓層說明
設施內 1 至 3 樓為百貨零售、超級市場、食品餐飲、流行時尚各知名品牌店家進駐，而位於 4 樓的室內主題樂園「奈良祭都」則設有可以觀看忍者秀與體驗扮演忍者的「忍者城」，與來自大和郡山市有名的金魚博物館，5 樓與 6 樓的 2/3 為 Round 1 （页面存档备份，存于）運動娛樂設施， 6 樓的 1/3 則有露天啤酒座 (Beer garden) 提供冰涼的啤酒與各式當地自產自銷的新鮮食材，7 樓則為提供住宿的奈良平城京百夫長青年旅館。

## 交通
- 近鐵新大宮站, 近鐵奈良站, JR奈良站 等都有提供免費接駁車。此外， 也可利用奈良交通巴士，於宮跡庭園站下車即可抵達。
- 從近鐵新大宮站出發的話，步行約要 15 分鐘；若坐巴士則大約要 6 分鐘車程。

## 相關項目
- 伊藤洋華堂奈良店 - ミナーラ的前身店舗
- 奈良そごう- 伊藤洋華堂奈良店的前身店舗

## 相關遊記介紹
- [奈良購物] M!Nara百貨ミ・ナーラ：奈良買雜貨遛小孩好去處～超市/藥妝/電器/美食街/便宜青旅全都包，附M!Nara免費交通接駁巴士介紹
- 【奈良自由行推薦景點】M!NARA ∥ 集美食、購物、住宿、娛樂於一身的奈良旅遊必訪首選！（這裡的大佛布丁專櫃好可愛好好拍） （页面存档备份，存于）
- 奈良景點推薦》M!Nara綜合購物中心．日本關西親子旅遊來這，好買又好玩 （页面存档备份，存于）

## 相關連結
- 官方网站
- M! Nara的X（前Twitter）
- M! Nara的Facebook專頁
- M! Nara的Instagram帳戶